# Graptemys versa
Graptemys versa là một loài rùa trong họ Emydidae. Loài này được Stejneger mô tả khoa học đầu tiên năm 1925.